# خوان بابلو أندرادي
خوان بابلو أندرادي (بالإسبانية: Juan Pablo Andrade)‏ (20 نوفمبر 1988 بتشيلي - ) هو لاعب كرة قدم تشيلي في مركز الدفاع. لعب مع A.C. Barnechea ‏.

## وصلات خارجية
- خوان بابلو أندرادي على موقع قاعدة بيانات كرة القدم.إي يو (الإنجليزية)
- خوان بابلو أندرادي على موقع Soccerway.com (الإنجليزية)
- خوان بابلو أندرادي على موقع عالم كرة القدم.نت (الإنجليزية)
- خوان بابلو أندرادي على موقع AS.com (الإسبانية)